# Klebestift

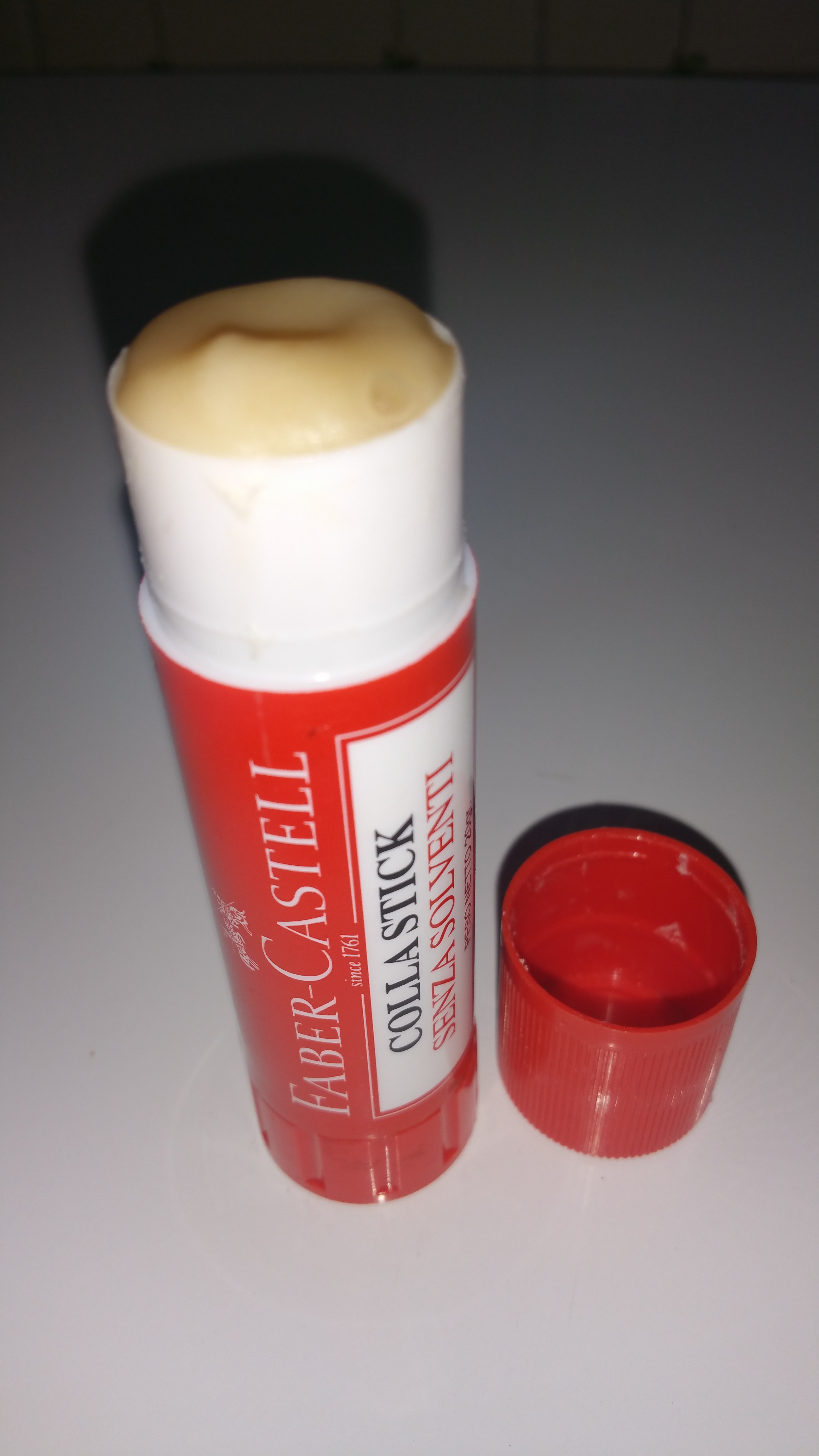
Klebestift, geöffnet, 20 g Klebstoffinhalt

Der Klebestift ist ein mit Klebstoff in halbfester Form gefüllter Zylinder. Das zylindrische Klebstoffstück kann durch Drehen einer darin befindlichen Schraube an der Rückseite heraus- und wieder hineinbewegt werden. Ein Deckel schützt die freie Klebstoffoberfläche vor Austrocknung. Der Klebstoff bleibt beim Reiben als Schicht typischerweise auf Pappe und Papier haften und härtet unter dem dann aufgedrückten Klebepartner durch Verdunstung innerhalb mehrerer Minuten aus.

## Geschichte
Der Klebestift wurde 1969 von der Firma Henkel erfunden und erhielt den Markennamen Pritt-Stift. Die Bezeichnung hat sich im deutschen Sprachraum zum Gattungsnamen entwickelt und wird mitunter auch für ähnliche Erzeugnisse anderer Hersteller verwendet.

## Inhaltsstoffe
Der Kleber der Klebestifte enthält Wasser als Lösungsmittel, ist also frei von Lösungsmitteln oder flüchtigen organischen Verbindungen (VOC). Als Inhaltsstoffe werden Kunstharze wie zum Beispiel Polyvinylpyrrolidon und Polyglycosidether, Polyole oder Polysaccharide sowie Wasser und Seifen angegeben. Der im Stift enthaltene Klebstoff kann auch auf Basis von Kartoffelstärke und Seife hergestellt werden.

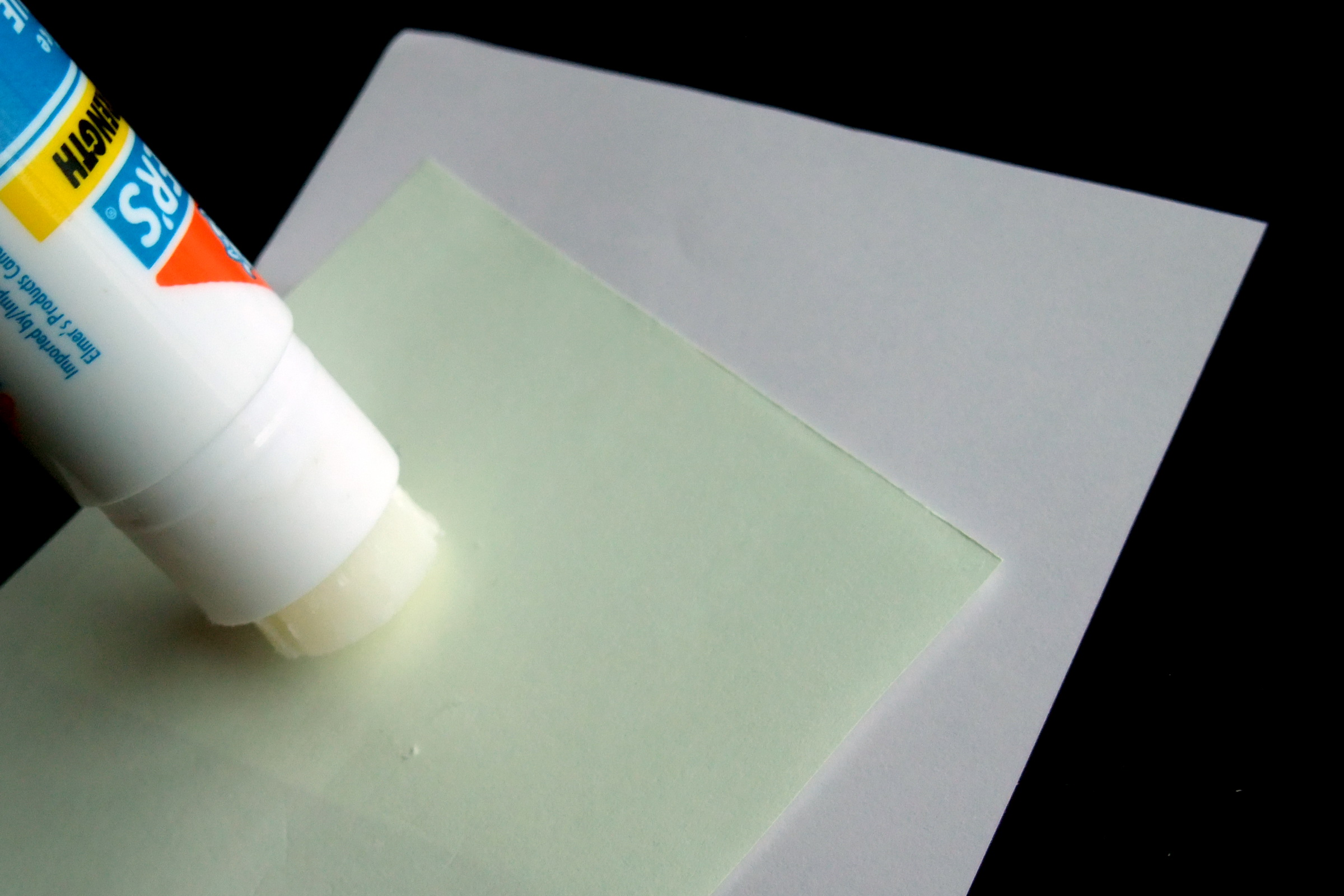
Anwendung eines Klebestiftes auf Papier

Die im Klebestift enthaltenen Inhaltsstoffe sind weitgehend ungiftig, die Aufnahme kleiner Mengen erfordert keine weiteren Maßnahmen.

## Anwendung
In der Anwendung sind Klebestifte so einfach zu handhaben, dass auch Kinder bei Bastelarbeiten schon gut damit umgehen können. Etwaige Klebstoffreste lassen sich bei niedrigen Temperaturen wieder aus der Bekleidung auswaschen. Manche Klebestifte sind mit beim Aushärten verblassender Farbe versetzt. Dadurch werden benetzte Bereiche deutlich sichtbar, was den gleichmäßigen Auftrag erleichtert.
Eingetrocknete Klebestifte können durch ein mehrstündiges Wasserbad meistens wieder funktionsfähig gemacht werden.